# Прибівка
Прибівка (пол. Przybówka) — частково лемківське село в Польщі, у гміні Вояшувка Кросненського повіту Підкарпатського воєводства.
Населення — 792 особи (2011).

## Історія
Первісним населенням були русини, проте з часом село полонізувалось. Греко-католики, щоправда, проживали і у 1900-х роках та відвідували церкву в сусідньому селі Ріпник.
Водночас у селі є католицька парафія святого Казимира, що належить до деканату Фриштак.
У 1975-1998 роках село належало до Кросненського воєводства.

## Демографія
Демографічна структура станом на 31 березня 2011 року:
|          | Загалом | Допрацездатний вік | Працездатний вік | Постпрацездатний вік |
| -------- | ------- | ------------------ | ---------------- | -------------------- |
| Чоловіки | 381     | 89                 | 260              | 32                   |
| Жінки    | 411     | 85                 | 228              | 98                   |
| Разом    | 792     | 174                | 488              | 130                  |